# Квалификације за Светско првенство у кошарци 2023.
Квалификације за Светско првенство у кошарци 2023. је такмичење за 32 места која ће бити обезбеђена на Светском првенству које се одржава на Филипинима, у Јапану и у Индонезији 2023. године од 25. августа до 10. септембра.

## Распоред такмичења
Слично као и у Квалификацијама за Светско првенство у кошарци, квалификације ће се одржати у шест прозора у периоду од 15 месеци у свим ФИБА регионима. Очекује се да ће се током квалификационог процеса такмичити 80 репрезентација. Распоред за шест прозора је следећи:
| Прозор | Датум                       |
| ------ | --------------------------- |
| 1      | 22-30. novembar 2021.       |
| 2      | 21. фебруар – 1. март 2022. |
| 3      | 27. јун – 5. јул 2022.      |
| 4      | 22–30. август 2022.         |
| 5      | 7–15. новембар 2022.        |
| 6      | 20–28. фебруар 2023.        |

## Квалификације
Као домаћини, Филипини, Јапан и Индонезија се аутоматски квалификују за турнир и додељена су им права домаћина. Међутим, аутоматске квалификације за Индонезију су привремене, а ФИБА је поставила строги услов да ће репрезентација морати да кроз квалификације да дође до учешћа. Да би се Индонезија аутоматски квалификовала, морала је прво да се квалификује за Азијско првенство у кошарци 2022. и заврши најмање на осмом месту. Ако буде тако, Индонезија ће дебитовати на Светском првенству у кошарци. Дана 18. децембра 2020, Индонезија је добила право домаћина за Азијско првенство у кошарци 2022, чиме је аутоматски осигурала своје место на том турниру.
| Репрезентација         | Квалификована као                                | Датум квалификације | Преглед учешћа на турнирима1, 2                                                                                 |
| ---------------------- | ------------------------------------------------ | ------------------- | --- |
| Јапан                  | Домаћин                                          | 9. децембар 2017.   | 5 (1963, 1967, 1998, 2006, 2019)                                                                                |
| Филипини               | Домаћин                                          | 9. децембар 2017.   | 6 (1954, 1959, 1974, 1978, 2014, 2019)                                                                          |
| Финска                 | Европске квалификације друга рунда група Ј топ 3 | 28. август 2022.    | 1 (2014) |
| Обала Слоноваче        | Афричке квалификације друга рунда група Е топ 2  | 28. август 2022.    | 4 (1982, 1986, 2010, 2019)                                                                                      |
| Нови Зеланд            | Азијске квалификације друга рунда група Е топ 3  | 29. август 2022.    | 6 (1986, 2002, 2006, 2010, 2014, 2019)                                                                          |
| Либан                  | Азијске квалификације друга рунда група Е топ 3  | 29. август 2022.    | 3 (2002, 2006, 2010)                                                                                            |
| Канада                 | Америчке квалификације друга рунда група Е топ 3 | 10. новембар 2022.  | 14 (1954, 1959, 1963, 1970, 1974, 1978, 1982, 1986, 1990, 1994, 1998, 2002, 2010, 2019)                         |
| Аустралија             | Азијске квалификације друга рунда група Ф топ 3  | 11. новембар 2022.  | 12 (1970, 1974, 1978, 1982, 1986, 1990, 1994, 1998, 2006, 2010, 2014, 2019)                                     |
| Немачка                | Европске квалификације друга рунда група Ј топ 3 | 11. новембар 2022.  | 6 (1986, 1994, 2002, 2006, 2010, 2019)                                                                          |
| Летонија               | Европске квалификације друга рунда група И топ 3 | 11. новембар 2022.  | 0 (дебитант) |
| Италија                | Европске квалификације друга рунда група Л топ 3 | 14. новембар 2022.  | 9 (1963, 1967, 1970, 1978, 1986, 1990, 1998, 2006, 2019)                                                        |
| Шпанија                | Европске квалификације друга рунда група Л топ 3 | 14. новембар 2022.  | 12 (1950, 1974, 1982, 1986, 1990, 1994, 1998, 2002, 2006, 2010, 2014, 2019)                                     |
| Кина                   | Азијске квалификације друга рунда група Ф топ 3  | 14. новембар 2022.  | 9 (1978, 1982, 1986, 1990, 1994, 2002, 2006, 2010, 2019)                                                        |
| Словенија              | Европске квалификације друга рунда група Ј топ 3 | 14. новембар 2022.  | 3 (2006, 2010, 2014)                                                                                            |
| Литванија              | Европске квалификације друга рунда група К топ 3 | 14. новембар 2022.  | 5 (1998, 2006, 2010, 2014, 2019)                                                                                |
| Француска              | Европске квалификације друга рунда група К топ 3 | 14. новембар 2022.  | 8 (1950, 1954, 1963, 1986, 2006, 2010, 2014, 2019)                                                              |
| Грчка                  | Европске квалификације друга рунда група И топ 3 | 14. новембар 2022.  | 8 (1986, 1990, 1994, 1998, 2006, 2010, 2014, 2019)                                                              |
| Сједињене Државе       | Америчке квалификације друга рунда група Ф топ 3 | 23. фебруар 2023.   | 18 (1950, 1954, 1959, 1963, 1967, 1970, 1974, 1978, 1982, 1986, 1990, 1994, 1998, 2002, 2006, 2010, 2014, 2019) |
| Јордан                 | Азијске квалификације друга рунда група Е топ 3  | 24. фебруар 2023.   | 2 (2010, 2019)                                                                                                  |
| Јужни Судан            | Афричке квалификације друга рунда група Ф топ 2  | 24. фебруар 2023.   | 0 (дебитант) |
| Египат                 | Афричке квалификације друга рунда група Ф топ 2  | 24. фебруар 2023.   | 6 (1950, 1959, 1970, 1990, 1994, 2014)                                                                          |
| Ангола                 | Афричке квалификације друга рунда група Е топ 2  | 25. фебруар 2023.   | 8 (1986, 1990, 1994, 2002, 2006, 2010, 2014, 2019)                                                              |
| Иран                   | Азијске квалификације друга рунда група Ф топ 3  | 26. фебруар 2023.   | 3 (2010, 2014, 2019)                                                                                            |
| Зеленортска Острва     | Најбоља трећепласирана афричка репрезентација    | 26. фебруар 2023.   | 0 (дебитант) |
| Грузија                | Европске квалификације друга рунда група Л топ 3 | 26. фебруар 2023.   | 0 (дебитант) |
| Црна Гора              | Европске квалификације друга рунда група К топ 3 | 26. фебруар 2023.   | 1 (2019) |
| Мексико                | Америчке квалификације друга рунда група Ф топ 3 | 26. фебруар 2023.   | 5 (1959, 1963, 1967, 1974, 2014)                                                                                |
| Порторико              | Америчке квалификације друга рунда група Ф топ 3 | 26. фебруар 2023.   | 14 (1959, 1963, 1967, 1974, 1978, 1986, 1990, 1994, 1998, 2002, 2006, 2010, 2014, 2019)                         |
| Доминиканска Република | Америчке квалификације друга рунда група Е топ 3 | 26. фебруар 2023.   | 3 (1978, 2014, 2019)                                                                                            |
| Венецуела              | Америчке квалификације друга рунда група Е топ 3 | 26. фебруар 2023.   | 4 (1990, 2002, 2006, 2019)                                                                                      |
| Бразил                 | Најбоља четвртопласирана америчка репрезентација | 26. фебруар 2023.   | 18 (1950, 1954, 1959, 1963, 1967, 1970, 1974, 1978, 1982, 1986, 1990, 1994, 1998, 2002, 2006, 2010, 2014, 2019) |
| Србија                 | Европске квалификације друга рунда група И топ 3 | 27. фебруар 2023.   | 6 (19983, 20023, 20063, 2010, 2014, 2019)                                                                       |

 Напомене:
1 Подебљана година означава првака у тој години
2 Коса година означава домаћина у тој години
3 као СР Југославија/Србија и Црна Гора

## Формат такмичења
Формат квалификација за Светско првенство у кошарци 2023 ће остати непромењен, са шест прозора у периоду од 15 месеци у четири региона Африке, Америке, Азије (укључујући Океанију) и Европе. Квалификације ће се одржати од новембра 2021. до фебруара 2023. са 80 репрезентација које ће се такмичити за пласман на Светско првенство.
Пут ка Светском првенству 2023. у Индонезији, Јапану и на Филипинима почео је у фебруару 2020. са европским претквалификацијама за Светско првенство у кошарци 2023, које су завршене у августу 2021, квалификовале су се осам репрезентација за главне европске квалификације.
Из претквалификација за Светско првенство у кошарци 2023. квалификовале су четири репрезентације у квалификацијама у Америци.
Жреб за квалификације одржан је 31. августа 2021. у Мијесу, у Швајцарској.

## Квалификације по конфедерацијама
- Правила - Ако две или више репрезентација буду имале исти број бодова на крају сваке фазе такмичења у квалификацијама гледаће се следеће како би се одредило која иде у наредни круг такмичења: 1. Већи број освојених бодова на међусобним утакмицама ових репрезентација, 2. Међусобни скор - Међусобни сусрети (боља кош разлика у међусобним дуелима) , 3. Кош разлика.

## ФИБА Африка

### Прва рунда (главна фаза)

#### Група А
| Поз. | Репрезентација     | Ут. | Поб. | Пор. | Дат. | При. | Кр. | Бод. |
| ---- | ------------------ | --- | ---- | ---- | ---- | ---- | --- | ---- |
| 1.   | Мали               | 1   | 1    | 0    | 76   | 66   | +10 | 2    |
| 2.   | Зеленортска Острва | 1   | 1    | 0    | 79   | 71   | +8  | 2    |
| 3.   | Нигерија           | 1   | 0    | 1    | 71   | 79   | -8  | 1    |
| 4.   | Уганда             | 1   | 0    | 1    | 66   | 76   | -10 | 1    |